# Lozova
Lozova (ukr. Лозова́) je ukrajinski grad koji se nalazi u Harkovskoj oblasti na istoku zemlje. Grad nosi i ruski naziv Lozovaja (rus. Лозова́я). Riječ je o administrativnom sjedišu Lozovskog rajona kroz koji prolazi važna željeznička pruga. S populacijom od 58.307 stanovnika, Lozova je drugi najveći grad u ovoj oblasti, odmah iza Harkova. Također, podijeljen je na dva glavna dijela koji se zovu Gorod i Rajon.

## Povijest
Grad je osnovan 1869. godine na mjestu gdje se gradila željeznička pruga i kolodvor koji je postao važno željezničko čvorište za Harkov, Donbas, Poltavu i Dnjipro. Grad su prvi naselili siromašni radnici koji su gradili samu prugu.
Tijekom prosinca 1917. Ukrajinu je napao korpus sastavljen od 30.000 ruskih boljševika. Već su se 14. prosinca približili Lozovi ali ih je unatoč brojnosti dočekao žestoki lokalni otpor.
U kolovozu 2008. Lozova je postala poznata po evakuaciji stanovništva zbog eksplozije vojnog skladišta u kojem se nalazilo 90.000 tona streljiva. Nakon pet godina započela je akcija uništenja preostalog streljiva iz napuštenih skladišta. Eksplozije su bile toliko jake da su uzrokovale rušenja temelja od kuća lokalnih građana dok je sam proces uništenja streljiva stvorio veliku mogućnost za onečišćenjem tla i zraka.
Tijekom sovjetske invazije na Afganistan u 1980-ima, poginulo je osmero mladića iz Lozove. Po njima su dana imena nekih ulica te im je izgrađen spomenik i spomen-ploča.

## Vanjske poveznice
- Ammunition to be removed from arsenal in Lozova town by end of 2013, say regional authorities